# Согласный (Краснодарский край)
Согласный — хутор в Усть-Лабинском районе Краснодарского края России. Входит в состав Александровского сельского поселения.

## География
Хутор расположен на берегах речки Зеленчук Второй, в 7 км юго-западнее (ниже по течению) от центра сельского поселения — хутора Александровского (11,5 км по дороге). Непосредственно западнее хутора Согласный (ниже по течению) расположен хутор Братский, в 2 км восточнее (выше по течению) — хутор Финогеновский.

### Улицы
- ул. Комсомольская,
- ул. Мира,
- ул. Первомайская,
- ул. Советская,
- ул. Степная[4].

## Население
| 2002 | 2010 |
| ---- | ---- |
| 427  | ↘373 |